# Червенокосата
„Червенокосата“ (на немски: Die Rote) е роман от немския писател Алфред Андерш (1914 – 1980), публикуван през 1960 – 1972 г.

Краят на Втората световна война същевременно става начало на културното обновление и в западния сектор на освободената от фашизма Германия. През дванадесетте години на Райха литературата в страната е изцяло подчинена в служба на националсоциалистическата пропаганда. След рухването на възвестената от Хитлер „хилядолетна империя“ цяло едно поколение от млади писатели трябва да възстановява връзките си със света, да навакса пропуснатото развитие, да намери своето място сред опустошения културен пейзаж. Тогава наред с Волфганг Борхерт, Ханс Вернер Рихтер, Волфганг Кьопен и Хайнрих Бьол на литературния небосклон край бреговете на Рейн се появява името на един писател, чиято житейска и творческа съдба е белязана от особени противоречия и идейни лутания. Този писател е Алфред Андерш.
Късното начало
Започнал пътя си в изкуството сравнително късно – на тридесет и четири годишна възраст, – Андерш бързо заема видно място в панорамата на западногерманския книжовен живот. Във време, когато се говори за криза на романа и на словесността изобщо, той създава няколко едромащабни произведения, публикува десетки разкази, написва остро полемични радиопиеси, очерци, есета и статии. Освен това Андерш е издател на редица литературни списания, оставили по-късно ярка диря в културното развитие на Федералната република. На лозунга „литературата е мъртва“ Андерш отвръща с творби, които имат за предмет конкретни човешки проблеми, творби, чужди на саркастичната ирония или цинизма, каквито не липсват в произведенията на мнозина разочаровани от житейските превратности автори. Андерш веднага си спечелва име на убеден „политически писател“ и с всяка своя изява оправдава това прозвище.
Алфред Андерш дебютира като есеист и критик през 1948 година със сборника „Немската литература пред решения. Анализ на литературната ситуация“. Но още тогава той се изявява и като белетрист с новелата „Тъй започна моята надежда“. След дълги преговори с издателските къщи най-сетне през 1952 година той успява да публикува и автобиографичната си книга „Черешите на свободата“. Тя бързо му спечелва известност, защото изразява идеи и чувства, широко разпространени сред интелигенцията на следвоенна Германия. В 1957 година излиза романът на Андерш „Занзибар или последната причина“, където писателят прави равносметка на преживяното от неговото поколение през време на нацистката диктатура.
На следващата година Андерш внезапно изоставя всички официални постове и задължения и се преселва в Швейцария, където заживява на свободна писателска практика. Там той написва романите „Червенокосата“, „Ефраим“ и „Винтершпелт“. В годината на смъртта си 1980, Алфред Андерш публикува повестта „Бащата на един убиец“, в която отново се връща към темата за фашизма.
Франциска
В творческата биография на писателя особено място заема романът „Червенокосата“, излязъл от печат през 1960 година и като ревизирано издание през 1972 г. Тук Андерш дава най-пълен израз на представата си за собственото място на човека в една враждебна действителност. Той се обръща към една привидно лична проблематика – съдбата на несъвсем млада жена, която напуска съпруга си и дири нов смисъл в живота, – но това е само претекст, за да разкрие социалните механизми на отчуждението, ролята на парите и на общоприетата ценностна система при разрушаването на междучовешките връзки.
Героинята е тридесет и една годишна преводачка, женена за преуспяващ търговски представител. Един петъчен следобед през януари 1957 година красивата червенокоса Франциска решава да се раздели с мъжа си. „За мен уютният брак с Херберт е направо ужасен“ – казва тя. Вече пет години със знанието на съпруга си тя е любовница на началника му и „семеен приятел“ Йоахим. На гарата в Милано Франциска поисква билет „за където и да е“ и с малко пари в джоба заминава напосоки за Венеция. На пръв поглед героинята на Андерш създава впечатлението за „фатална жена“, която се отдава на своите необуздани капризи. Но причината за спонтанната постъпка на Франциска е дълго натрупваното недоволство от един живот без съдържание. Във влака за Венеция героинята премисля дотогавашния си живот и осъзнава, че всички са гледали на нея само като на възможност за развлечение, за укрепване на личния престиж и самочувствие или за еротична разпуснатост. Нито съпругът ѝ, нито „шефът“ са търсили в нея равностоен партньор. А тя е сключила брак с Херберт именно за да засити тази своя съкровена потребност. Оказало се е обаче, че и това – като всичко друго – е било само една сделка, хазартна игра между двама мъже, в която тя е представлявала само скъпият залог.
Тази експозиция на романа е изградена върху неприкрити автобиографични мотиви. Подобно на Гюстав Флобер и неговата Мадам Бовари, Алфред Андерш би могъл да каже „Франциска – това съм аз!“. Защото в този женски образ той е въплътил целия си емоционален опит, придобит от обществените условия в нацистка Германия и по-късно – във Федералната република. Самият писател като героинята си е на тридесет и една години, когато взима важно житейско решение – на 6 юни 1944 година той дезертира от Хитлеровата армия и преминава в американско пленничество. В тази си постъпка Андерш вижда тогава израз на своята лична воля и на стремежа си към свобода. За него – в духа на екзистенциалната философия – именно изборът на свободата е най-върховната изява на човешката същност. Още в първата си книга писателят е заявил: „Свободата в нашия живот не може никога да трае по-дълго от няколко мига, но ние живеем за нея.“
Бягството
Така и бягството на Франциска от „безчовечните отношения в свободата“ я отпраща в някаква „ничия земя“, където владее неизвестността, хаосът и случайността. В скромния венециански хотел героинята на Андерш си задава въпроса „съществува ли друг избор, друга възможност, освен пълната мизерия или богаташкия живот“. Първото я изпълва със страх, второто – с отвращение. Червенокосата Франциска, подобно на цяло едно поколение интелектуалци след войната, дири своя „трети път“, по който да се реализира като личност, а и като съпруга и майка. Но тя няма никаква представа как може да осъществи своя идеал. Трудностите, на които като чужденка в Италия се натъква дори при диренето на работа, я обезсърчават и Франциска отново потърсва добре познатата ѝ атмосфера на луксозните хотели. В един такъв хотел, където е отишла да пие чай, тя се запознава с младия Патрик О'Мали, син на състоятелен фабрикант. Той бързо схваща положението ѝ, показва се добронамерен и отзивчив. По време на една разходка с моторница Патрик разказва на Франциска живота си.
Така Алфред Андерш: въвежда мотива за войната и опустошенията, които тя е причинила в съзнанието на съвременниците му. През 1944 година като офицер от британските тайни служби Патрик е скочил с парашут над немския град Хилдесхайм, но е попаднал в ръцете на Гестапо. Макар да устоява на изтезанията, той се поддава на демагогските уловки на есесовеца Крамер и съобщава името на немеца, с чиято тайна радиостанция е трябвало да предава на англичаните шпионски сведения. Сътрудникът е разстрелян и след войната шефовете на Патрик започват да подозират истината. Макар и да липсват преки доказателства, ирландецът скоро изпада в положение на социален бойкот.
Тук, във Венеция, съвестта му се разбужда наново, когато той случайно среща Крамер. Въпреки разпространяваните списъци на издирвани военнопрестъпници, бившият гестаповец живее необезпокояван в Италия сред свои съмишленици, сред „общество на съзаклятници“. В някогашния есесовец Патрик О'Мали съзира символ на собствената си вина и понеже споменът за извършеното предателство му е непоносим, той решава да премахне Крамер. Убийството на нациста е почти ритуален акт – опит за превъзмогване на миналото, за освобождаване от сянката на войната и на „кафявата чума“, която простира пипала отвъд историческите си предели.
И този път героинята на Андерш не може да избяга от сякаш предопределената ѝ роля. Патрик я използва като примамка, за да се сближи с нищо неподозиращия Крамер. И един ден бившият гестаповец се озовава заедно с Франциска и ирландеца в моторница. По време на разходката из Средиземно море Патрик подава на Крамер бира със стрихинин и тъй „разрешава“ своя проблем. Франциска е отвратена при вида на мъртвия, отвратена е от начина, по който Патрик се опитва да се отскубне от своето минало.
Командирът
Накрая писателят изгражда един мъжки образ, който олицетворява собствения му политически опит. Това е бившият командир на батальон в Испанската гражданска война и командир от антифашистката съпротива Фабио Крепац. След войната той се е оттеглил от политиката и се е отдал на изкуството – сега петдесетгодишният Фабио е цигулар в операта. Именно в изкуството и донякъде в науката той съзира възможности за социална промяна. Подобно на Франциска и Фабио дири своя „трети път“ за лична и обществена реализация. Така двамата бързо намират общ език. Той я подслонява при семейството си, майка му е готова да приеме и бъдещото дете на червенокосата. Фабио ѝ намира работа в една фабрика, помага ѝ да преодолее миналото и тъй тя става „неговата Франциска“. Сред взаимно уважение и любов героинята на Андерш постепенно се изпълва с надежда за бъдещо щастие. Но образите и на Франциска, и на Фабио приемат трагични черти. Тяхното щастие е представено в последна сметка като социално поражение и то има горчив вкус.
Тук отново се проявяват автобиографични мотиви. В своята младост Алфред Андерш е преживял тежка мирогледна криза. Още през първите месеци на нацисткия терор в Германия от 1933 година той е арестуван и пратен в концентрационния лагер Дахау. След като го освобождават за кратко и го оставят под надзора на Гестапо, Андерш подобно на своя герой решава да изостави политическата си дейност и да се отдаде на изкуството. По собствените му думи той „емигрира от историята“. И продължава: „На тоталната държава аз отвърнах с тотално потъване в себе си.“
Емигрант от Историята
Така и в романа си „Червенокосата“ писателят продължава да търси отговор на въпроса за смисъла и съдържането на художествената изява. Той се пита дали политиката и изкуството са противоположности, или съществува някаква възможност за твореца да живее с политически ангажимент.
В романа си Андерш отговаря отрицателно на този въпрос. Но в следващите му произведение вече се забелязва стремежът към сближаване на тези два полюса. Още през 1964 година в статия по случай петдесетгодишнината от започването на Първата световна война Андерш е заявил: „В огъня на империалистическата война за първи път с пълна сила бе осъзната мисълта за всеобщото участие. Тогава е имало отговорни, има ги и днес. Ако избухне нова война, тя ще бъде създадена. Не можем да я приемем просто като сляпа съдба.“
В резултат на цялостния си житейски опит Алфред Андерш се приближава до схващането на Хайнрих Ман, че изкуството и политиката имат един и същ предмет и цел и трябва взаимно да се проникнат, за да не се изродят. Тази идея е застъпена и в романа на Алфред Андерш „Червенокосата“.